# Bella Rosa (Gros Islet)
Bella Rosa es una localidad de Santa Lucía que forma parte del distrito de Gros Islet.